# Општина Истакуистла де Маријано Матаморос (Тласкала)
Истакуистла де Маријано Матаморос (шп. Ixtacuixtla de Mariano Matamoros) општина је у Мексику у савезној држави Тласкала. Општина се налази на надморској висини од 2240 м.

## Становништво
Према подацима из 2010. у општини је живело 35162 становника.

### Хронологија
| Година       | 2000                  | 2005                  | 2010                  |
| ------------ | --------------------- | --------------------- | --------------------- |
| Становништво | 30301 (14719 / 15582) | 32574 (15622 / 16952) | 35162 (16917 / 18245) |

### Попис
| \| \| м \| \| \| ж \| \| 0—2 \| 958 \| \| \| 942 \| \| 3—5 \| 1.011 \| \| \| 1.014 \| \| 6—11 \| 2.174 \| \| \| 2.089 \| \| 12—14 \| 1.058 \| \| \| 1.067 \| \| 15—17 \| 1.135 \| \| \| 1.100 \| \| 18—24 \| 2.118 \| \| \| 2.329 \| \| 60+ \| 1.634 \| \| \| 1.718 \| \| Просек : \| 28,7 \| \| \| 29,7 \| |       |  |  |       |
| |       |  |  |       |
| | м     |  |  | ж     |
| 0—2 | 958   |  |  | 942   |
| 3—5 | 1.011 |  |  | 1.014 |
| 6—11 | 2.174 |  |  | 2.089 |
| 12—14 | 1.058 |  |  | 1.067 |
| 15—17 | 1.135 |  |  | 1.100 |
| 18—24 | 2.118 |  |  | 2.329 |
| 60+ | 1.634 |  |  | 1.718 |
| Просек : | 28,7  |  |  | 29,7  |

| #   | Индикатор                                                                                        | Вредност |
| --- | ------------------------------------------------------------------------------------------------ | -------- |
| 1   | Становништво од 0 до 2 године                                                                    | 1900     |
| 2   | Мушко становништво од 0 до 2 године                                                              | 958      |
| 3   | Женско становништво од 0 до 2 године                                                             | 942      |
| 4   | Становништво са 3 и више година                                                                  | 32947    |
| 5   | Мушко становништво са 3 и више година                                                            | 15803    |
| 6   | Женско становништво са 3 и више година                                                           | 17144    |
| 7   | Становништво са 5 и више година                                                                  | 31612    |
| 8   | Мушко становништво са 5 и више година                                                            | 15144    |
| 9   | Женско становништво са 5 и више година                                                           | 16468    |
| 10  | Становништво са 12 и више година                                                                 | 26659    |
| 11  | Мушко становништво са 12 и више година                                                           | 12618    |
| 12  | Женско становништво са 12 и више година                                                          | 14041    |
| 13  | Становништво са 15 и више година                                                                 | 24534    |
| 14  | Мушко становништво са 15 и више година                                                           | 11560    |
| 15  | Женско становништво са 15 и више година                                                          | 12974    |
| 16  | Становништво са 18 и више година                                                                 | 22299    |
| 17  | Мушко становништво са 18 и више година                                                           | 10425    |
| 18  | Женско становништво са 18 и више година                                                          | 11874    |
| 19  | Становништво од 3 до 5 година                                                                    | 2025     |
| 20  | Мушко становништво од 3 до 5 година                                                              | 1011     |
| 21  | Женско становништво од 3 до 5 година                                                             | 1014     |
| 22  | Становништво од 6 до 11 година                                                                   | 4263     |
| 23  | Мушко становништво од 6 до 11 година                                                             | 2174     |
| 24  | Женско становништво од 6 до 11 година                                                            | 2089     |
| 25  | Становништво од 8 до 14 година                                                                   | 4969     |
| 26  | Мушко становништво од 8 до 14 година                                                             | 2504     |
| 27  | Женско становништво од 8 до 14 година                                                            | 2465     |
| 28  | Становништво од 12 до 14 година                                                                  | 2125     |
| 29  | Мушко становништво од 12 до 14 година                                                            | 1058     |
| 30  | Женско становништво од 12 до 14 година                                                           | 1067     |
| 31  | Становништво од 15 до 17 година                                                                  | 2235     |
| 32  | Мушко становништво од 15 до 17 година                                                            | 1135     |
| 33  | Женско становништво од 15 до 17 година                                                           | 1100     |
| 34  | Становништво од 18 до 24 године                                                                  | 4447     |
| 35  | Мушко становништво од 18 до 24 године                                                            | 2118     |
| 36  | Женско становништво од 18 до 24 године                                                           | 2329     |
| 37  | Женско становништво од 15 до 49 година                                                           | 9828     |
| 38  | Становништво са 60 и више година                                                                 | 3352     |
| 39  | Мушко становништво са 60 и више година                                                           | 1634     |
| 40  | Женско становништво са 60 и више година                                                          | 1718     |
| 41  | Однос између мушкараца и жена                                                                    | 92.72    |
| 42  | Становништво од нуле до 14 година                                                                | 10313    |
| 43  | Становништво од 15 до 64 године                                                                  | 22144    |
| 44  | Становништво од 65 година и више                                                                 | 2390     |
| 45  | Просечан број деце                                                                               | 2.42     |
| 46  | Становништво рођено у ентитету                                                                   | 28620    |
| 47  | Мушко становништво рођено у ентитету                                                             | 14047    |
| 48  | Женско становништво рођено у ентитету                                                            | 14573    |
| 49  | Становништво рођено у другом ентитету                                                            | 6043     |
| 50  | Мушко становништво рођено у другом ентитету                                                      | 2632     |
| 51  | Женско становништво рођено у другом ентитету                                                     | 3411     |
| 52  | Становништво од 5 година и више резидентно у ентитету у јуну 2005. године                        | 30079    |
| 53  | Мушко становништво старосног доба од 5 година и више, резидентно у ентитету у јуну 2005. године  | 14344    |
| 54  | Женско становништво старосног доба од 5 и више година, резидентно у ентитету у јуну 2005. године | 15735    |
| 55  | Становништво од 5 година и више које је живело у другом ентитету у јуну 2005. године             | 1031     |
| 56  | Мушко становништво старије од 5 година које је живело у другом ентитету у јуну 2005. године      | 445      |
| 57  | Женско становништво старије од 5 година које је живело у другом ентитету у јуну 2005. године     | 586      |
| 58  | Становништво од 3 године и више које говори аутохтони језик                                      | 149      |
| 59  | Мушко становништво старо 3 године и више које говори аутохтони језик                             | 60       |
| 60  | Женско становништво старо 3 године и више које говори аутохтони језик                            | 89       |
| 61  | Становништво од 3 године и више које говори аутохтони језик и не говори шпански језик            | 0        |
| 62  | Мушко становништво старо 3 године и више које говори аутохтони језик и не говори шпански         | 0        |
| 63  | Женско становништво старо 3 године и више које говори аутохтони језик и не говори шпански језик  | 0        |
| 64  | Становништво старо 3 године и више које говори аутохтони језик и шпански                         | 114      |
| 65  | Мушко становништво старо 3 године и више које говори аутохтони језик и шпански                   | 46       |
| 66  | Женско становништво старо 3 године и више које говори аутохтони језик и шпански                  | 68       |
| 67  | Становништво од 5 година и више које говори аутохтони језик                                      | 146      |
| 68  | Становништво од 5 година и више које говори аутохтони језик и не говори шпански језик            | 0        |
| 69  | Становништво од 5 година и више које говори аутохтони језик и говори шпански језик               | 113      |
| 70  | Становништво у домородачким домаћинствима                                                        | 372      |
| 71  | Становништво са ограничењима у активностима                                                      | 1203     |
| 72  | Становништво са ограниченим ходањем или кретањем, горе или доле                                  | 598      |
| 73  | Становници са ограничењима вида, чак и уз кориштење сочива                                       | 318      |
| 74  | Становништво са ограничењима говора, комуникације или конверзације                               | 137      |
| 75  | Становништво са ограниченим слухом                                                               | 182      |
| 76  | Становништво са ограничењима при одевању, купању или јелу                                        | 70       |
| 77  | Становништво са ограничењима у опажању или учењу једноставних ствари                             | 72       |
| 78  | Становништво са менталним ограничењима                                                           | 87       |
| 79  | Становништво без ограничења активности                                                           | 33534    |
| 80  | Становништво од 3 до 5 година које не похађа школу                                               | 1000     |
| 81  | Мушко становништво од 3 до 5 година које не похађа школу                                         | 493      |
| 82  | Женско становништво од 3 до 5 година које не похађа школу                                        | 507      |
| 83  | Становништво од 6 до 11 година које не похађа школу                                              | 86       |
| 84  | Мушко становништво од 6 до 11 година које не похађа школу                                        | 52       |
| 85  | Женско становништво од 6 до 11 година које не похађа школу                                       | 34       |
| 86  | Становништво од 12 до 14 година које не похађа школу                                             | 139      |
| 87  | Мушко становништво од 12 до 14 година које не похађа школу                                       | 83       |
| 88  | Женско становништво од 12 до 14 година које не похађа школу                                      | 56       |
| 89  | Становништво од 15 до 17 година похађа школу                                                     | 1583     |
| 90  | Мушко становништво од 15 до 17 година похађа школу                                               | 766      |
| 91  | Женско становништво између 15 и 17 година живота у школи                                         | 817      |
| 92  | Становништво од 18 до 24 године похађа школу                                                     | 1411     |
| 93  | Мушко становништво од 18 до 24 године похађа школу                                               | 640      |
| 94  | Женско становништво од 18 до 24 године похађа школу                                              | 771      |
| 95  | Становништво од 8 до 14 година које не може да чита и пише                                       | 85       |
| 96  | Мушко становништво старосног доба од 8 до 14 година које не може да чита и пише                  | 49       |
| 97  | Женско становништво старосног доби од 8 до 14 година које не може да чита и пише                 | 36       |
| 98  | Становништво од 15 година и више које је неписмено                                               | 1069     |
| 99  | Мушко становништво од 15 година и више које је неписмено                                         | 395      |
| 100 | Женско становништво од 15 година и више које је неписмено                                        | 674      |
| 101 | Становништво старо 15 и више година без школовања                                                | 993      |
| 102 | Мушко становништво старо 15 и више година без школовања                                          | 416      |
| 103 | Женско становништво старо 15 и више година без школовања                                         | 577      |
| 104 | Становништво старосног доба 15 и више година са непотпуним основним образовањем                  | 2761     |
| 105 | Мушко становништво старосног доба од 15 година и више са непотпуном основним образовањем         | 1205     |
| 106 | Женско становништво старосног доба 15 и више година са непотпуном основним образовањем           | 1556     |
| 107 | Становништво старо 15 и више година са комплетним основним образовањем                           | 5128     |
| 108 | Мушко становништво старо 15 година и више са комплетним основним образовањем                     | 2338     |
| 109 | Женско становништво старо 15 и више година са комплетним основним образовањем                    | 2790     |
| 110 | Становништво старосног доба 15 и више година са непотпуним средњим образовањем                   | 1095     |
| 111 | Мушко становништво старосног доба од 15 година и више са непотпуним средњим образовањем          | 570      |
| 112 | Женско становништво старосног доба од 15 година и више са непотпуним средњим образовањем         | 525      |
| 113 | Становништво старо 15 и више година са пуним секундарном образовањем                             | 6632     |
| 114 | Мушко становништво старосног доба од 15 година и више са пуним секундарном образовањем           | 3383     |
| 115 | Женско становништво старосног доба од 15 година и више са пуним секундарном образовањем          | 3249     |
| 116 | Становништво старије од 18 година са постосновним образовањем                                    | 7019     |
| 117 | Мушко становништво старије од 18 година са постосновним образовањем                              | 3253     |
| 118 | Женско становништво старије од 18 година са постосновним образовањем                             | 3766     |
| 119 | Просечна оцена школовања                                                                         | 8.62     |
| 120 | Просечан ниво образовања мушке популације                                                        | 8.69     |
| 121 | Просечан ниво образовања женског становништва                                                    | 8.56     |
| 122 | Економски активно становништво                                                                   | 13316    |
| 123 | Економски активна мушка популација                                                               | 9224     |
| 124 | Економски активна женска популација                                                              | 4092     |
| 125 | Становништво које није економски активно                                                         | 13221    |
| 126 | Мушко становништво које није економски активно                                                   | 3315     |
| 127 | Женско становништво које није економски активно                                                  | 9906     |
| 128 | Запослено становништво                                                                           | 12692    |
| 129 | Запослено мушко становништво                                                                     | 8734     |
| 130 | Запослено женско становништво                                                                    | 3958     |
| 131 | Незапослена популација                                                                           | 624      |
| 132 | Незапослена мушка популација                                                                     | 490      |
| 133 | Незапослена женска популација                                                                    | 134      |
| 134 | Становништво без права на здравствене услуге                                                     | 12072    |
| 135 | Становништво које има право на здравствене услуге                                                | 22721    |
| 136 | Становништво које има право на ИМСС                                                              | 4383     |
| 137 | Становништво које има право на социјално осигурање                                               | 2968     |
| 138 | Становништво које има право на државно социјално осигурање                                       | 355      |
| 139 | Становништво које има право на опште осигурање или здравствено осигурање за нову генерацију      | 14616    |
| 140 | Становништво које је било једном или није било у браку током 12 година и више                    | 9304     |
| 141 | Венчано или уједињено становништво од 12 година и више                                           | 15052    |
| 142 | Становништво које је било у браку или уједињено 12 година и више                                 | 2277     |
| 143 | Становништво са католичком религијом                                                             | 32093    |
| 144 | Протестанти, еванђелисти и библијски следбеници различити од еванђелиста                         | 2209     |
| 145 | Становништво са другим религијама различитим од претходних                                       | 72       |
| 146 | Становништво без религије                                                                        | 272      |
| 147 | Укупно пописаних домаћинства                                                                     | 8357     |
| 148 | Пописна домаћинства на челу са мушкарцима                                                        | 6495     |
| 149 | Пописна домаћинства на челу са женама                                                            | 1862     |
| 150 | Становништво у пописним домаћинствима                                                            | 34854    |
| 151 | Становништво у пописним домаћинствима на челу са мушкарцима                                      | 28215    |
| 152 | Становништво у пописним домаћинствима на челу са женама                                          | 6639     |
| 153 | Укупно домаћинстава                                                                              | 10326    |
| 154 | Укупно насељених домаћинстава                                                                    | 8458     |
| 155 | Укупно приватних кућа                                                                            | 10225    |
| 156 | Насељени приватни домови                                                                         | 8357     |
| 157 | Укупно насељених приватних кућа                                                                  | 8456     |
| 158 | Ненасељене приватне куће                                                                         | 1341     |
| 159 | Појединачна домаћинства за привремену употребу                                                   | 527      |
| 160 | Становници у насељеним приватним кућама                                                          | 34854    |
| 161 | Насељеност станара у приватним становима                                                         | 4.17     |
| 162 | Просечно становника по соби у приватним насељеним домаћинствима                                  | 1.07     |
| 163 | Појединачна домаћинства са подовима од различитих материјала од земље                            | 7960     |
| 164 | Појединачна домаћинства у приземљу                                                               | 367      |
| 165 | Појединачна домаћинства са једном спаваћом собом                                                 | 2867     |
| 166 | Појединачна домаћинства са две спаваће собе и више                                               | 5461     |
| 167 | Појединачна домаћинства са једним собом                                                          | 377      |
| 168 | Појединачна домаћинства са две собе                                                              | 1364     |
| 169 | Појединачна домаћинства са 3 собе и више                                                         | 6576     |
| 170 | Појединачна домаћинства која имају електрично светло                                             | 8251     |
| 171 | Појединачна домаћинства која немају електрично светло                                            | 82       |
| 172 | Појединачна домаћинства која имају водоводну воду у стамбеном простору                           | 7390     |
| 173 | Појединачна домаћинства која немају водоводну воду у стамбеном простору                          | 941      |
| 174 | Појединачна домаћинства која имају тоалет                                                        | 8062     |
| 175 | Појединачна домаћинства која имају канализацију                                                  | 7936     |
| 176 | Појединачна домаћинства која немају канализацију                                                 | 383      |
| 177 | Појединачна домаћинства која имају електрично светло, довод воде из јавне мреже и канализацију   | 7078     |
| 178 | Појединачна домаћинства без икаквих услова                                                       | 168      |
| 179 | Појединачна домаћинства која имају радио                                                         | 7248     |
| 180 | Појединачна домаћинства која имају телевизор                                                     | 7846     |
| 181 | Појединачна домаћинства која имају фрижидер                                                      | 5830     |
| 182 | Појединачна домаћинства која имају машину за веш                                                 | 4481     |
| 183 | Појединачна домаћинства која имају аутомобил или комби                                           | 2841     |
| 184 | Појединачна домаћинства која имају рачунар                                                       | 1406     |
| 185 | Појединачна домаћинства која имају фиксну телефонску линију                                      | 2432     |
| 186 | Појединачна домаћинства која имају мобилни телефон                                               | 4220     |
| 187 | Појединачна домаћинства која имају приступ интернету                                             | 634      |